# Paracompsosoma humeralis
Paracompsosoma humeralis är en skalbaggsart som beskrevs av Stefan von Breuning 1948. Paracompsosoma humeralis ingår i släktet Paracompsosoma och familjen långhorningar. Inga underarter finns listade i Catalogue of Life.